# Paletniki
Paletniki (biał. Палетнікі; ros. Полетники) – wieś na Białorusi, w obwodzie mohylewskim, w rejonie mohylewskim, w sielsowiecie Wiejna, przy drodze republikańskiej R71 (Szosie Sławogradzkiej).
Od północy i zachodu graniczy z Mohylewem. W bezpośrednim sąsiedztwie Paletników znajdują się zakład karny oraz zakłady przemysłowe.